# Zderaz (Prag)

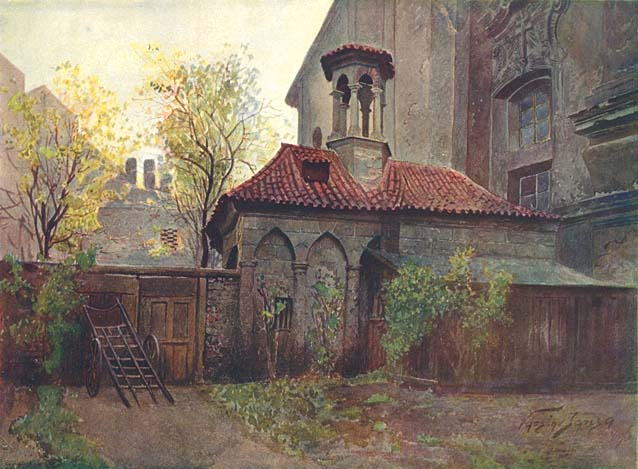
Václav Jansa: Kapelle des Gottesgrabes am Zderaz, rechts neben der Barockkirche St. Peter und Paul der Chorherren zum Heiligen Grab (abgerissen 1905)

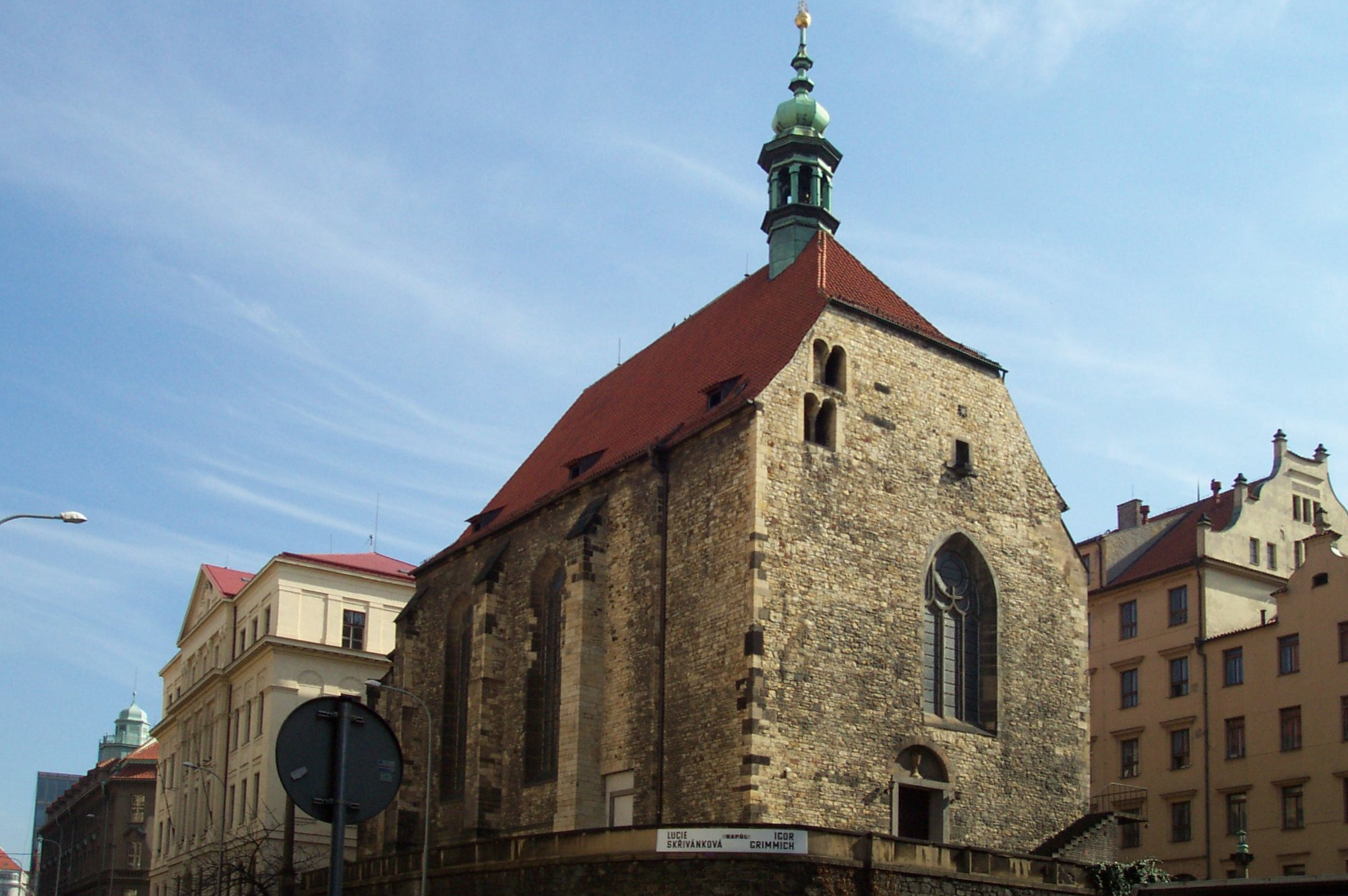
Kirche St. Wenzel von Zderaz, welche um 1380 das romanische Kirchlein St. Peter und Paul ersetzte

Zderaz ist ein historischer Ortsteil im Süden der heutigen Neustadt der tschechischen Hauptstadt Prag.

## Geographie
Der Ortsteil befand sich auf dem Uferfelsen (Břežská skála), welcher sich bis zum Fluss Moldau erstreckte, jedoch um das Jahr 1900 während des Prager Stadtumbaus zusammen mit umliegenden Bauten abgetragen wurde.

## Geschichte

### Kirche St. Wenzel
Historischer Kern des Ortes war die Pfarrkirche St. Wenzel, die im 12. Jahrhundert durch die Hrabischitzer angelegt worden war. Bei der Gründung der Prager Neustadt wurde die Ortschaft mit dieser vereint. Nordwestlich der Kirche erinnert an die frühere Siedlung die Straße Na Zderaze, die sich zwischen den Straßen Myslíkova und Resslova befindet.

### Burg
Westlich der St.-Wenzels-Kirche ließ König Wenzel IV. ab 1380 auf einem Bergvorsprung über dem Moldauufer eine kleine gotische Burg erbauen. Diese war wohl zweigeschossig mit gewölbten Räumen, besaß einen fünfgeschossigen Turm und war von mindestens zwei zinnenbekrönten Mauern umgeben.
Nach mehreren Umbauten wurde die Burg Ende des 19. Jahrhunderts abgerissen, der Břežská-Felsen zum Teil abgetragen und die Straße Resslova als Verlängerung der Ječná bis zur Ufermauer der Moldau mit gleichmäßigem Gefälle angelegt.

### Kloster
Der Ortsname wurde bekannt, nachdem sich hier ab dem 13. Jahrhundert der Orden der Chorherren vom Hl. Grab ansiedelte und die Kirche übernahm, welche auch als Kreuzherren mit dem doppelten roten Kreuz oder „Zderazer Kreuzherren“ bezeichnet werden.
Ab dem 14. Jahrhundert bestand ein Augustinerkloster auf dem Zderaz, dem das Adelsgeschlecht Schwabenitz nahestand. Im 19. Jahrhundert wurde dieses Gebäude als Landesgefängnis benutzt.

### Gebäude
Ein weiteres wichtiges Gebäude in Zderaz ist die barocke Kirche St. Cyrill und Method in der Resslova-Straße sowie das Hauptgebäude der Tschechischen Technischen Hochschule Prag.
In der nahegelegenen St.-Adalbert-Kirche befinden sich Ausstattungsgegenstände aus der zweiten Zderazer Pfarrkirche (wohl der 1905 abgerissenen Kirche St. Peter und Paul der Chorherren vom Gottesgrab) sowie die Reliquie der hl. Maria vom Zderaz.